# Phường 3, Bình Thạnh
Phường 3 là một phường thuộc quận Bình Thạnh, Thành phố Hồ Chí Minh, Việt Nam.
Phường 3 có diện tích 0,46 km², dân số năm 2021 là 21.132 người,  mật độ dân số đạt 45.939 người/km².